# Eugnoriste brevirostris
Eugnoriste brevirostris är en tvåvingeart som beskrevs av Daniel William Coquillett 1904. Eugnoriste brevirostris ingår i släktet Eugnoriste och familjen sorgmyggor. Inga underarter finns listade i Catalogue of Life.